# Lodrant
Lodrant je rybník na říčce Londratce, nacházející se v katastrálním území Trusnov obce Trusnov v Pardubickém kraji.

## Poloha
Celková rozloha rybníku je 22,3 hektarů. Nachází se v lese severně od Trusnova a jihovýchodně od Litětin. Po hrázi je vedena lesní cesta sledovaná zeleně značenou trasou 4239 vedoucí z Uherska do Kostelce nad Orlicí. Rybníkem protéká potok Lodrantka, který je pravým přítokem Loučné.

## Předmět ochrany
Rybník je chráněný především díky dubohabřině, hnízdištím vodního ptactva, broukům a rostlinám. Z rostlin jsou to především nepukavka plovoucí, violka slatinná, ptačinec dlouholistý, ochmet evropský. Z ptactva se zde nachází volavka popelavá, severské kachny, bukač velký, pochop rákosní, cvrčilka říční, chřástal vodní, sýkořice vousatá a ze stromů dub letní, habr obecný a lípa srdčitá. Břehy rybníka jsou zarostlé rákosem obecným a vysokými ostřicemi.
Na hrázi rybníka se nachází také památný strom –
Dub v Trusnově (50°0′33″ s. š., 16°2′8″ v. d.).

## Galerie

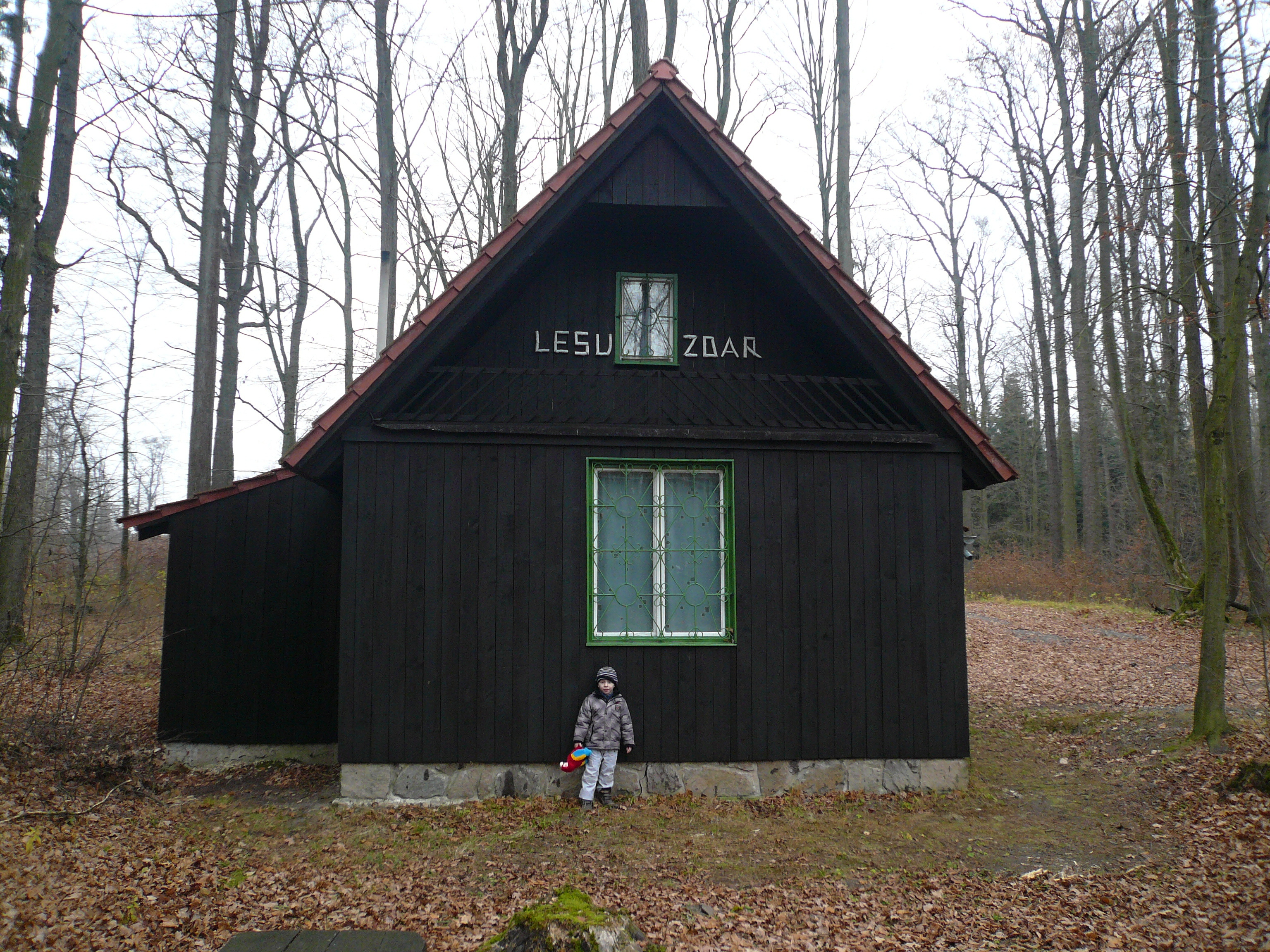
Cestou k Lodrantskému rybníku od Litěnin
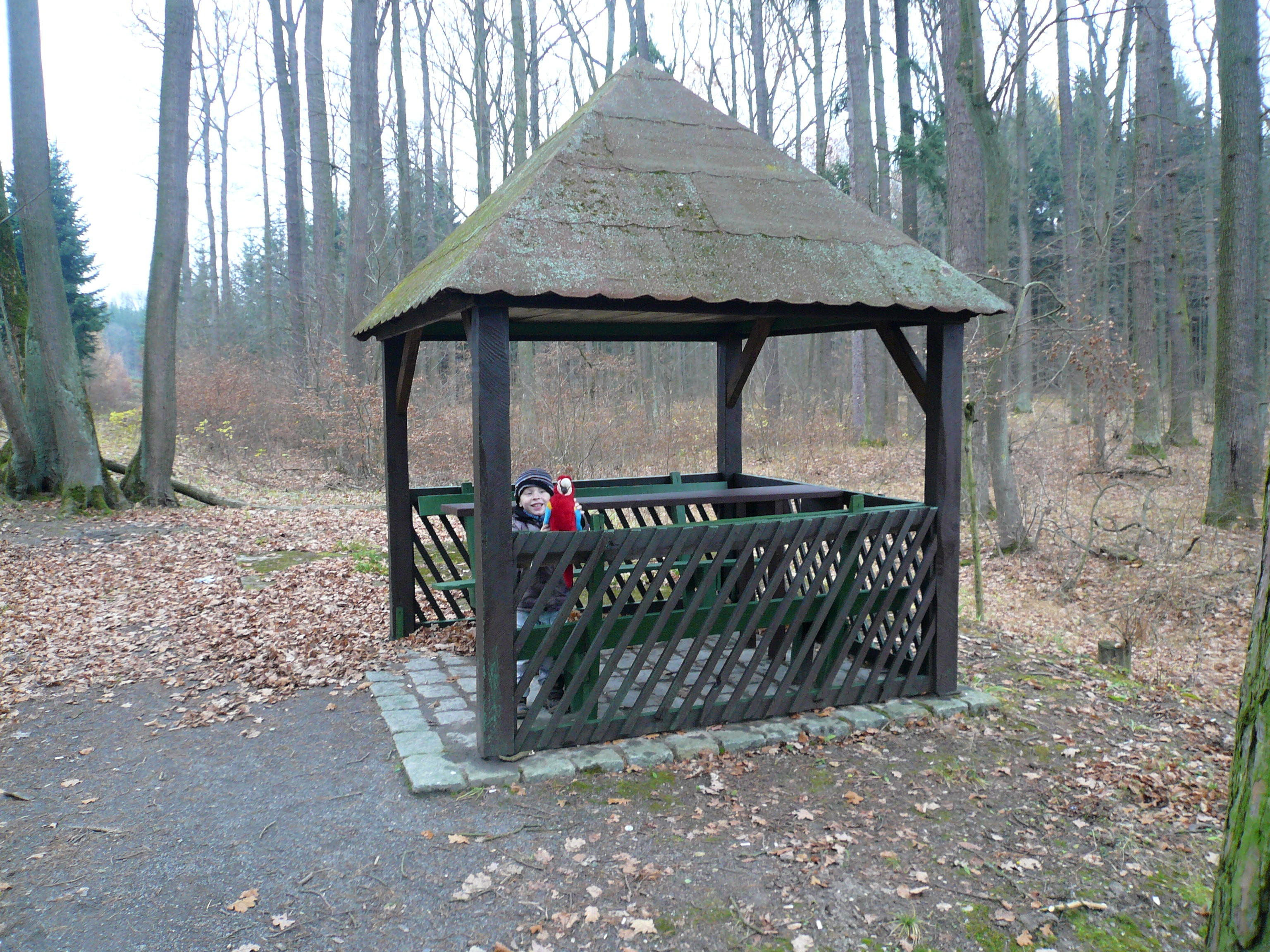
Cestou k Lodrantskému rybníku od Litěnin
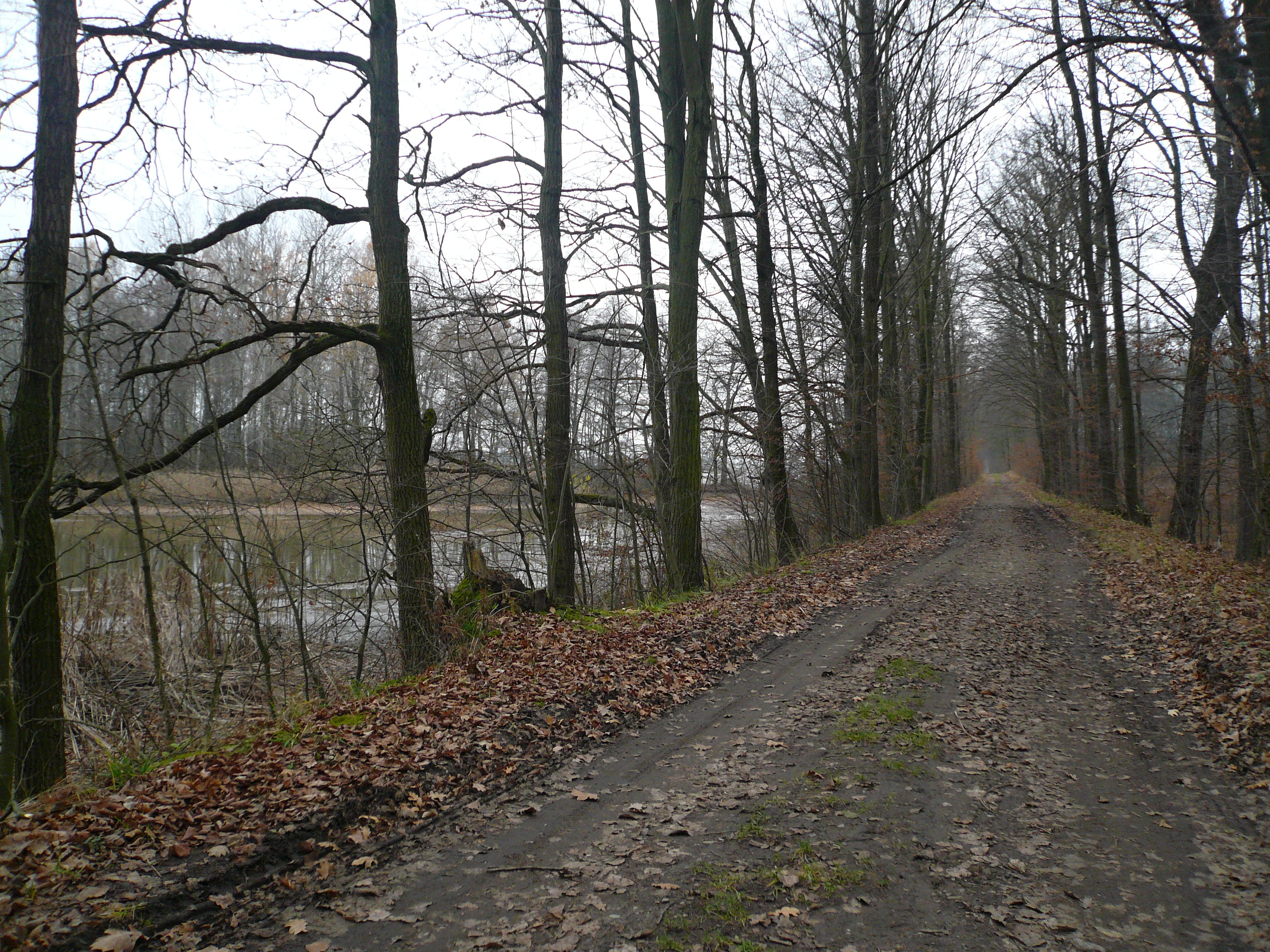
Lodrantský rybník
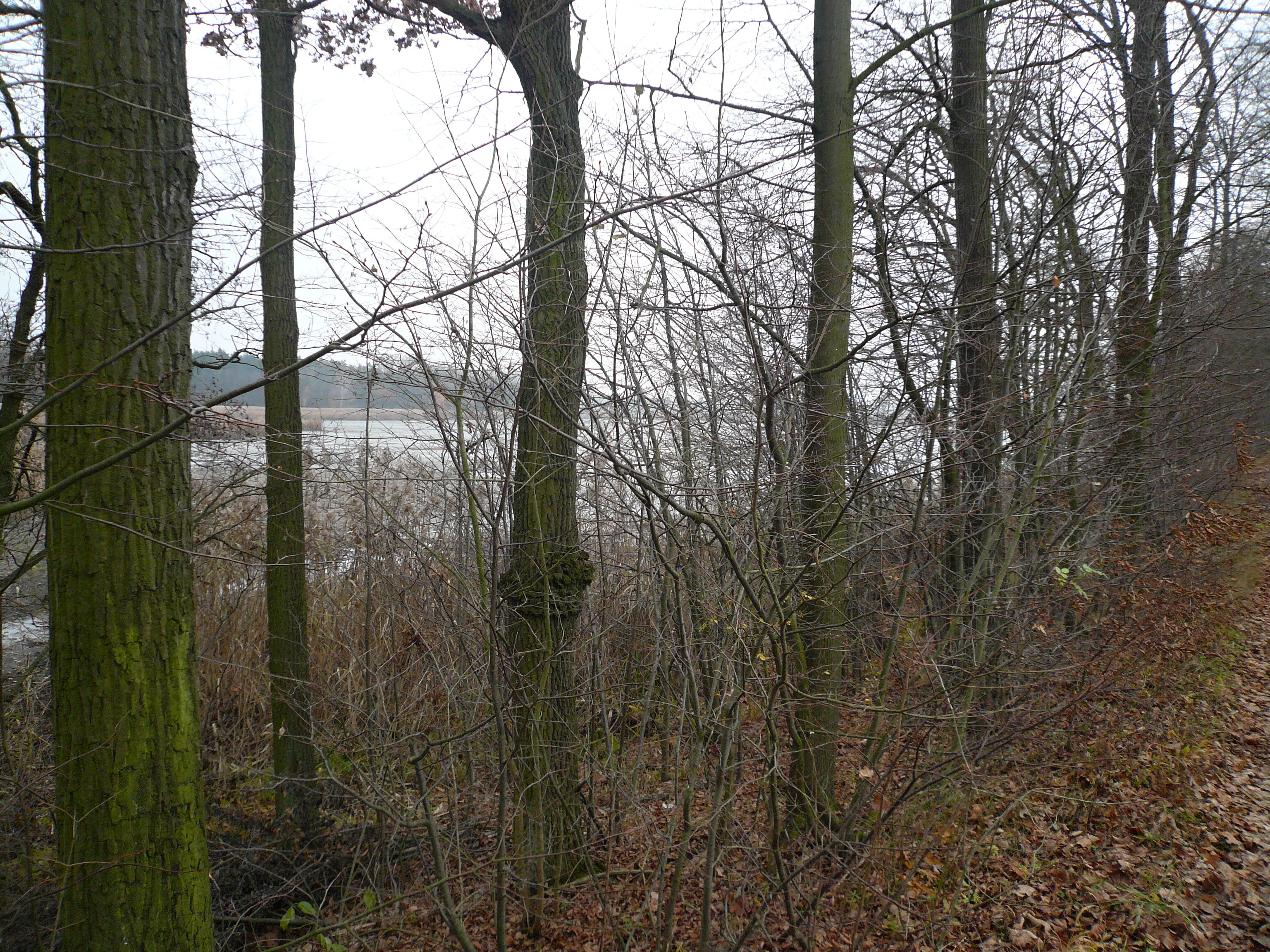
Lodrantský rybník
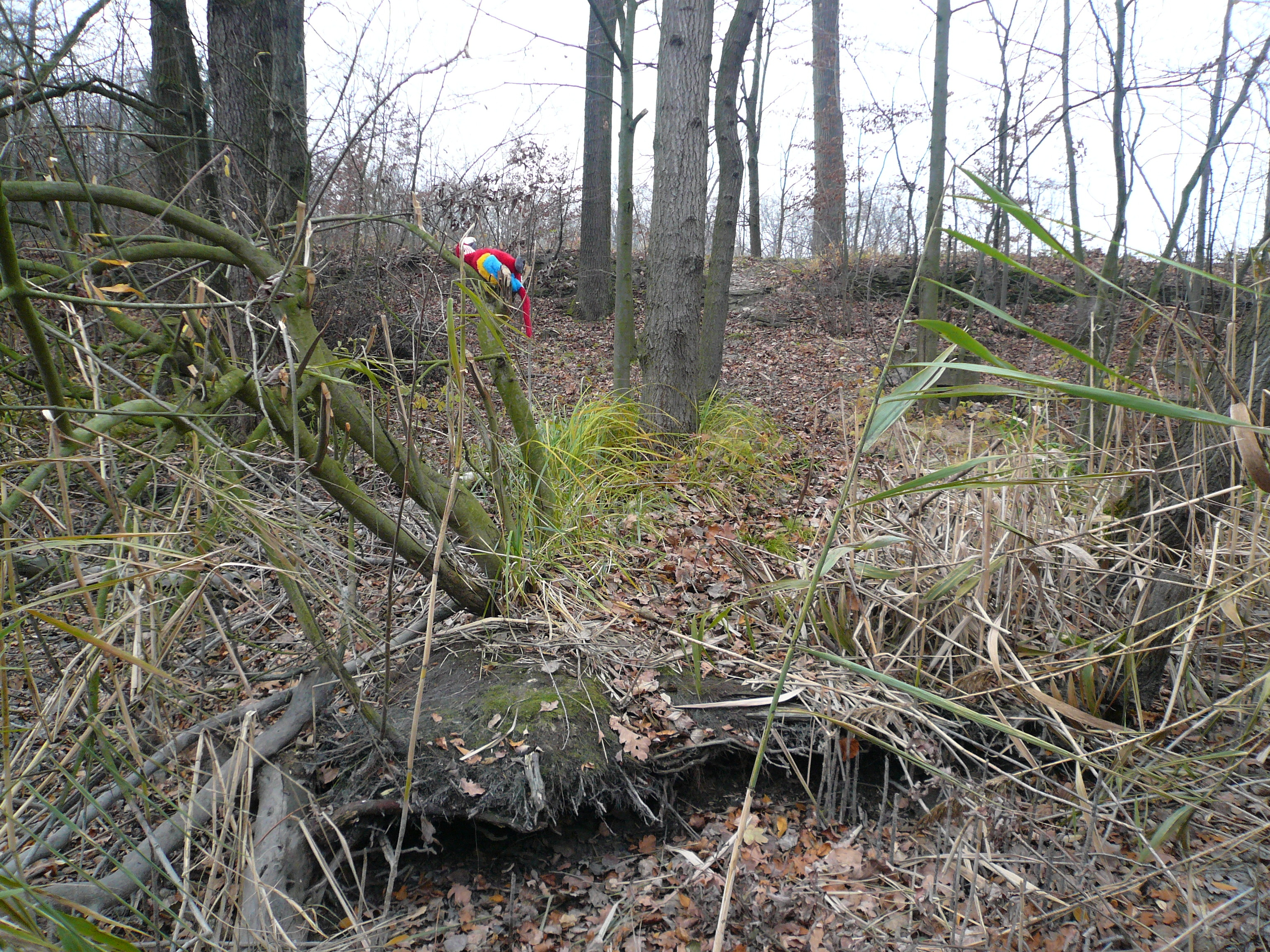
Lodrantský rybník